# Valestrandsfossen
Valestrandsfossen este o localitate din comuna Osterøy, provincia Hordaland, Norvegia, cu o suprafață de 0,93 km² și o populație de 1.154 locuitori (2013).